# Лесток, Ричард
Ричард Лесток (англ. Richard Lestock; 22 февраля 1679 — 17 декабря 1746) — адмирал королевского флота Соединённого королевства Великобритании и Ирландии, участник многих сражений, наиболее известное и значимое из которых — битва при Тулоне (1744 год).

## Биография
Лесток был вторым сыном Ричарда Лестока (ум. 1713) и его жены Ребекки (ум. 1709). Его отец был присяжным в графстве Мидлсекс и торговым капитаном. 26 декабря 1690 года отец получил приглашение Адмиралтейства поступить добровольцем на флот, которое он и принял. 6 января 1691 года Ричард Лесток был назначен командиром корабля HMS Cambridge.
Лесток пришёл на флот вслед за отцом. В апреле 1701 года он был назначен третьим лейтенантом Cambridge. Он служил на многих кораблях королевского флота. Среди них HMS Solebay, HMS Exeter, затем HMS Barfleur. Капитаном Barfleur в то время был сэр Клаудсли Шоуелл. Лесток присутствовал в битве при Велес-Малага. Шоуэлл затем способствовал его первому назначению капитаном, и в августе 1705 года Лесток был произведен в коммандеры и получил брандер HMS Vulture. Под его командованием брандер активно участвовал в битвах при Барселоне и Аликанте.
После мыса Пассаро (1718) Лесток 10 лет был в резерве, на половинном жаловании. Только в 1728 году ему удалось вернуться к активной службе, сначала капитаном HMS Princess Amelia, затем HMS Royal Oak и HMS Kingston. Но вместо флагманского ранга в 1734 году он был назначен капитаном HMS Somerset, а в 1739 капитаном HMS Boyne; его обошли в продвижении более молодые офицеры.
В 1744 году, во время нападения на франко-испанский конвой при Тулоне Лесток, уже контр-адмирал, командовал арьергардом. Флотом командовал Томас Мэтьюз, с которым Лесток давно враждовал, и который критиковал его за неспособность командовать. Несмотря на возражения Мэтьюза, связи Лестока в Адмиралтействе обеспечили ему адмиральский пост. Тулон окончился провалом: концевые корабли, в том числе Лесток, не поддержали головные, и нападение было отбито с тяжелыми потерями.
По возвращении в Англию Лесток публично возлагал вину на Мэтьюза и других командиров. Но общественное мнение было явно против него. Снова применив связи, ему удалось добиться разбирательства, в результате которого он был оправдан, а Мэтьюз осужден и уволен от службы. Это, однако, не очистило имя Лестока: общественное мнение разделилось. В английском фольклоре имя «Лесток» связано с «человек, бросающий своих».
Немедленно после оправдания Лесток получил звание вице-адмирала и большую эскадру в командование. Рейд на Лориан под его командованием в 1746 году, достигнув начального успеха, в конечном счете окончился ничем. Однако его действия на море были достаточно удачны. Больше он в море не ходил, и в декабре того же года умер от желудочной инфекции.
О семейной жизни Лестока известно мало. Он был женат (жена Сара, в предыдущем браке Пирс, умерла в 1744 году) и имел дочь Элизабет. Но, возможно, из-за плохих отношений с семьей, в своем завещании её не упомянул, оставив всю собственность и имущество друзьям.